# Out of Frequency
| Recensione | Giudizio |
| ---------- | -------- |
| AllMusic   |          |
| Metacritic | (67/100) |

Out of Frequency è il secondo album studio della band danese The Asteroids Galaxy Tour. È stato pubblicato il 31 gennaio 2012, dalla BMG Rights.

## Tracce[4]
- BMG Rights (BMG 538001882)

1. Gold Rush (pt.I) – 1:04 (Lars Iversen, Miloud Carl Sabri)
2. Dollars In The Night – 1:59 (Lars Iversen, Mette Lindberg)
3. Gold Rush (pt.II) – 1:39 (Lars Iversen)
4. Major – 3:58 (Lars Iversen)
5. Heart Attack – 3:51 (Lars Iversen)
6. Out Of Frequency – 4:33 (Lars Iversen, Mads Brinch)
7. Cloak & Dagger – 4:07 (Lars Iversen, Mette Lindberg)
8. Arrival Of The Empress (Prelude) – 0:42
9. Theme From 45 Eugenia – 5:24 (Lars Iversen)
10. Mafia – 4:08 (Lars Iversen, Mette Lindberg)
11. Ghost In My Head – 4:37 (Lars Iversen)
12. Suburban Space Invader – 4:26 (Lars Iversen, Mette Lindberg)
13. Fantasy Friend Forever – 3:14 (Lars Iversen, Mette Lindberg)
14. When It Comes To Us – 3:30 (Lars Iversen, Mette Lindberg)

Durata totale: 47:12
Tracce bonus (iTunes)
1. Givin' It Back – 4:10

## Classifiche

### Album
| Classifica  | Posizione raggiunta |
| ----------- | ------------------- |
| Austria     | 68                  |
| Danimarca   | 35                  |
| Paesi Bassi | 46                  |
| Svizzera    | 91                  |

### Singoli
| 2011                                                         | "Heart Attack" | — | — | 37 | — | — | — |
| 2011                                                         | "Major"        | — | — | —  | — | — | — |
| "—" denota che la pubblicazione non è entrata in classifica. |                |   |   |    |   |   |   |

## Date di Pubblicazione
| Nazione     | Data             | Formato              | Etichetta         |
| ----------- | ---------------- | -------------------- | ----------------- |
| Stati Uniti | 31 gennaio 2012  | CD, Digital Download | Chrysalis Records |
| Danimarca   | 24 febbraio 2012 | CD, Digital Download | BMG Rights        |
| Germania    | 24 febbraio 2012 | CD, Digital Download | BMG Rights        |
| Svizzera    | 24 febbraio 2012 | CD, Digital Download | BMG Rights        |
| Italia      | 27 febbraio 2012 | CD, Digital Download | BMG Rights        |
| Regno Unito | 5 marzo 2012     | CD, Digital Download | BMG Rights        |